# Hale Asafová
Hale Asafová (1905 Istanbul – 31. května 1938 Paříž) byla turecká malířka. Byla jedinou ženou v istanbulském Svazu nezávislých malířů a sochařů a průkopnicí expresionismu a kubismu v tureckém umění.
Jmenovala se Hale Salihová, ale při umělecké činnosti používala dívčí příjmení své matky. Pocházela z prominentní rodiny gruzínského a čerkeského původu, její otec byl předseda odvolacího soudu a teta byla profesorkou na výtvarné škole.
Vystudovala istanbulské soukromé lyceum s výukou ve francouzštině. Prvním učitelem malby pro ni byl impresionista Namık İsmail, její styl později výrazně ovlivnil Raoul Dufy. Po první světové válce pobývala v Evropě, studovala na berlínské akademii u Arthura Kampfa, mnichovské akademii u Lovise Corintha a na pařížské Académie de la Grande Chaumière.
V roce 1928 se stal jejím manželem tvůrce keramiky İsmail Hakkı Oygar. Oba pracovali jako učitelé v Burse, Asafová však po dvou letech utekla z provinčního prostředí zpět do Paříže, kde vedla galerii a žila s avantgardním spisovatelem Antoniem Aniantem. V roce 1935 vystavovala na Podzimním salonu.
Celý život se potýkala se zdravotními problémy, zemřela ve věku 33 let na rakovinu. Většina jejích obrazů se ztratila za druhé světové války.

## Galerie

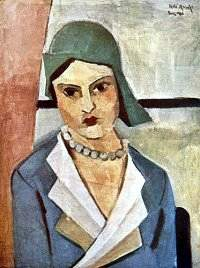
Autoportrét
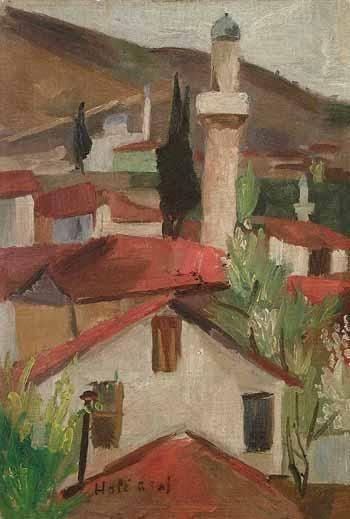
Pohled na Bursu
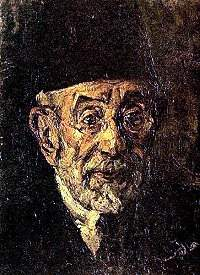
Portrét otce